# Jean Masse
Ne doit pas être confondu avec Jean Masse (homme politique, 1868-1934).
Pour les articles homonymes, voir Masse (homonymie).
Jean Masse, né le 3 janvier 1911 à Marseille (Bouches-du-Rhône) et mort dans la même ville le 10 août 1987, est un homme politique français, ayant appartenu à la Section française de l'Internationale ouvrière (SFIO), puis au Parti socialiste (PS).
Le Grand Prix cycliste Jean-Masse lui est dédié.

## Biographie
Né le 3 janvier 1911 dans le quartier de Château-Gombert à Marseille, au sein d'une modeste famille de limonadiers, Jean Masse baigne dès son plus jeune âge dans la politique, puisque son père, Marius Masse (il donnera d'ailleurs le même prénom à son fils), est adjoint au maire de Marseille de 1935 à 1939. Il fait ses études au lycée Thiers et adhère aux Jeunesses socialistes dont il devient secrétaire général des Bouches-du-Rhône.
À l'issue de Seconde Guerre mondiale, lors de la Libération, Jean Masse se lance à son tour en politique, à gauche. En octobre 1945, il est élu conseiller général d'un canton de Marseille Nord Est. et le restera jusqu'en 1985. Il est ensuite élu conseiller municipal de Marseille (d'opposition) en 1947. Mais c'est aux côtés de Gaston Defferre que, en 1953, la carrière politique de Jean Masse va prendre une tout autre envergure : Defferre conquiert la mairie, qu'il gardera jusqu'en 1986, et Jean Masse, vite présenté comme un « baron du defferrisme », devient alors, pendant 30 ans, son inamovible adjoint délégué à la voirie.
En 1956, Jean Masse est élu député de la première circonscription des Bouches-du-Rhône et le reste jusqu'en 1958, pour la dernière législature de la Quatrième République. Pendant son mandat, le premier national, Jean Masse se montre résolument socialiste et accorde sa confiance aux gouvernements de Guy Mollet et de Maurice Bourgès-Maunoury, mais la refuse, alors que la grave crise politique de la guerre d'Algérie bat son plein, au Général de Gaulle. Il fait également partie de la minorité parlementaire refusant de conférer à ce dernier les pleins pouvoirs constituants, en vue de l'établissement de la Cinquième République. Il vote par contre, autre élément important à cette époque, la ratification du traité de Rome de 1957 portant création de la Communauté économique européenne (CEE).
En 1958, à la suite de la création de la Ve République et du redécoupage électoral complet qui s'est ensuivi, Jean Masse lorgne la huitième circonscription des Bouches-du-Rhône (car c'est là où se trouve son quartier), mais Gaston Defferre la réserve d'autorité pour lui-même. Amèrement déçu, il reste néanmoins fidèle au maire de Marseille et accepte de devenir son suppléant. Mais Defferre, à la surprise générale, échoue et est battu par le candidat du Général de Gaulle, Pascal Marchetti, en raison du maintien au second tour du candidat communiste, Marcel Guizart, qui provoque ainsi une triangulaire fatale au maire de Marseille. Ce dernier préfère alors devenir sénateur l'année suivante, laissant la circonscription à Jean Masse, ainsi récompensé de sa fidélité, et qui la remporte finalement en 1962. Jean Masse est ensuite réélu sans discontinuer jusqu'en 1978,où il ne se représente pas. Le communiste Marcel Tassy sera élu.
Lors des municipales de 1983, Jean Masse, après trente ans comme adjoint à la voirie, décide, à 72 ans, de se retirer de la vie politique et ne figure donc pas sur la liste de Gaston Defferre. Celui-ci, en fin de règne, est réélu de justesse et décède en fonctions en 1986, un an avant Jean Masse. Les dernières années de la vie de Jean Masse sont en outre polluées par son implication présumée dans l'affaire des fausses factures, même si la justice ne retient rien à son encontre, et la révélation des liens que, à l'instar d'autres « barons du defferrisme », il entretenait avec le milieu marseillais, notamment Nick Venturi.
Jean Masse est en outre le père de Marius Masse et le grand-père de Christophe Masse, tous deux, eux aussi, hommes politiques. Marius Masse est élu lui-même conseiller général en 1973 d'un canton voisin de Jean Masse et il reconquiert en 1981 la huitième circonscription perdue trois ans auparavant par Lucien Weygand (PS) contre Marcel Tassy (PC). Christophe, le petit-fils, est lui aussi député de cette circonscription, de 2002 à 2007 et est conseiller général depuis 1998 après avoir siege lui aussi avec son père Marius au CG13 de 1998 à 2007.

## Synthèse des mandats

### Mandats nationaux
- 1956 - 1958 : Député, sous la IVe République, de la première circonscription des Bouches-du-Rhône
- 6 décembre 1962 - 2 avril 1967 : Député de la huitième circonscription des Bouches-du-Rhône
- 3 avril 1967 - 30 mai 1968 : Député de la huitième circonscription des Bouches-du-Rhône
- 11 juillet 1968 - 1er avril 1973 : Député de la huitième circonscription des Bouches-du-Rhône
- 2 avril 1973 - 2 avril 1978 : Député de la huitième circonscription des Bouches-du-Rhône

### Mandats locaux
- Octobre 1945 - 1985 Conseiller général des Bouches-du-Rhône
- 1947 - 1953 : Conseiller municipal d'opposition à Marseille
- 1953 - 1983 : Adjoint délégué à la voirie au maire de Marseille Gaston Defferre